# Municipio de Buffalo (condado de Winnebago)
El municipio de Buffalo (en inglés: Buffalo Township) es un municipio ubicado en el condado de Winnebago en el estado estadounidense de Iowa. En el año 2010 tenía una población de 1106 habitantes y una densidad poblacional de 11,87 personas por km².

## Geografía
El municipio de Buffalo se encuentra ubicado en las coordenadas 43°23′10″N 93°54′42″O / 43.38611, -93.91167. Según la Oficina del Censo de los Estados Unidos, el municipio tiene una superficie total de 93.15 km², de la cual 93,15 km² corresponden a tierra firme y (0 %) 0 km² es agua.

## Demografía
Según el censo de 2010, había 1106 personas residiendo en el municipio de Buffalo. La densidad de población era de 11,87 hab./km². De los 1106 habitantes, el municipio de Buffalo estaba compuesto por el 96,11 % blancos, el 0,45 % eran afroamericanos, el 0,54 % eran amerindios, el 0,18 % eran asiáticos, el 2,08 % eran de otras razas y el 0,63 % eran de una mezcla de razas. Del total de la población el 5,7 % eran hispanos o latinos de cualquier raza.